# Elisabeth Calmes
Elisabeth Calmes(Luxemburgo, 30 de julio de 1947) es una pintora luxemburguesa establecida en París desde hace más de 40 años, donde estudió diseño interior en la ENSAAMA y más tarde pintura en la Académie de Port-Royal. De adolescente, fue campeona de Europa junior de esquí acuático. Ha expuesto su obra en Europa y Estados Unidos.